# Résistance norvégienne
 (novembre 2024).

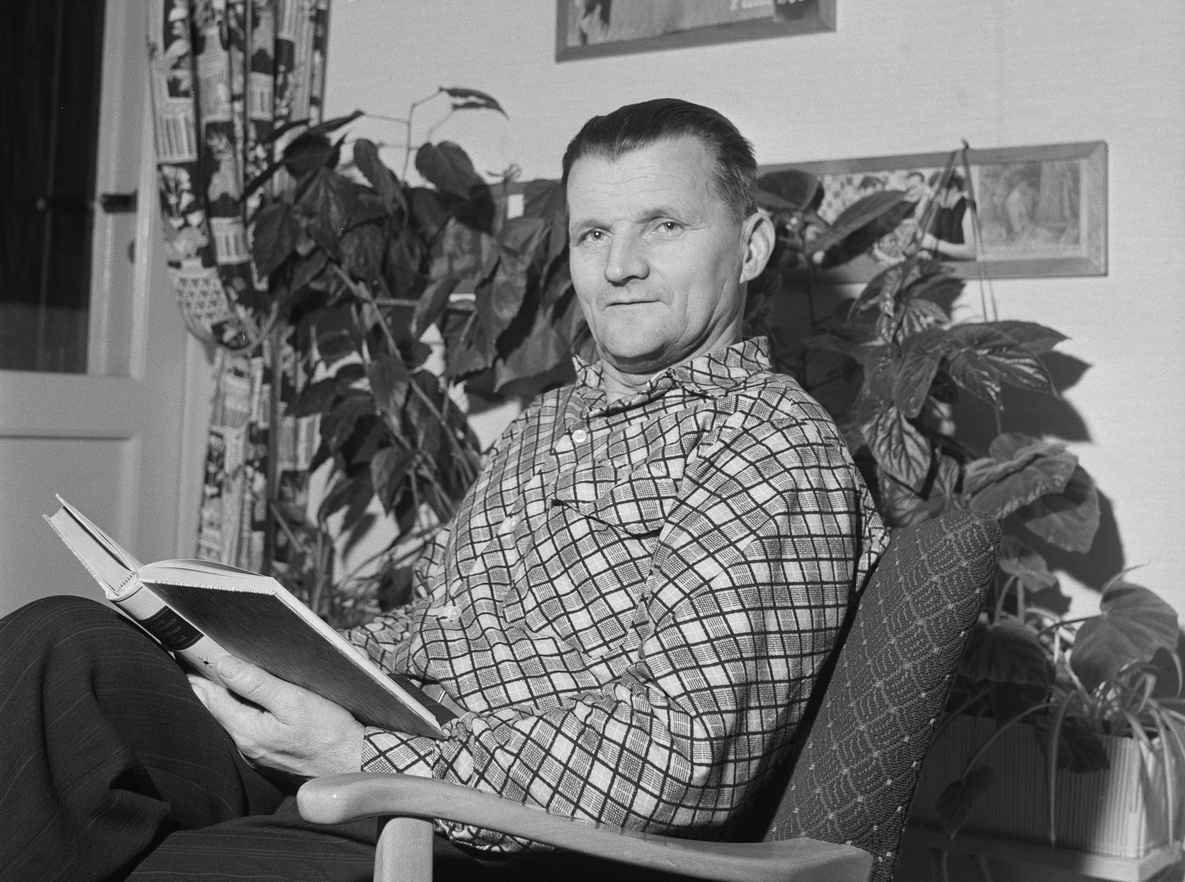
, un membre de la résistance norvégienne

La Résistance norvégienne correspond au mouvement de résistance de la majorité des Norvégiens face à l'occupation de la Norvège par l'Allemagne nazie durant la Seconde Guerre mondiale. Le roi Haakon VII et le premier ministre Johan Nygaardsvold animent un gouvernement en exil à Londres dont les troupes, désignées sous le nom de Forces Norvégiennes Libres, participent à l'effort de guerre des Alliés. Parallèlement, des actions de résistance intérieure se développent dans le pays occupé.

## Les différentes formes de résistance
La résistance norvégienne à l'occupation allemande commença après l'invasion de la Norvège en avril 1940, et s'acheva en 1945 avec la libération du pays. Elle prit plusieurs formes :
- L'affirmation de la légitimité du gouvernement norvégien en exil, et de l'illégalité de l'administration de guerre allemande et du gouvernement pro-nazi de Vidkun Quisling.
- La défense initiale du Sud de la Norvège, qui fut désorganisée, mais réussit à éviter l'arrestation du gouvernement.
- La défense militaire du Nord de la Norvège et les contre-attaques face à l'invasion de 1940.
- La résistance armée, par des actions de sabotage, des raids de commandos et des opérations spéciales pendant l'occupation.
- La désobéissance civile.

### L'affirmation de la légitimité du gouvernement norvégien en exil
Le gouvernement du Premier ministre Johan Nygaardsvold, exception faite du ministre des Affaires étrangères Halvdan Koht (en) et du ministre de la Défense Birger Ljungberg (en), fut pris de court lors de l'attaque allemande du 9 avril 1940.
Hormis le fait que certaines réserves d'or avaient été déjà retirées d'Oslo, peu de mesures avaient été prises. Le gouvernement norvégien ne voulait pas capituler devant l'ultimatum de l'ambassadeur allemand Curt Bräuer. Le gouvernement refusa la « protection du Reich ».
La réponse de Koht fut claire :
« Nous ne nous soumettrons pas sans résistance. Le combat est déjà engagé. »
Anticipant les efforts allemands pour faire prisonnier le gouvernement, le parlement norvégien, la famille royale et les ministres évacuèrent Oslo en train et en voiture jusqu'à Hamar, puis Elverum, où une session extraordinaire du Parlement eut lieu.
En grande partie grâce à la présence d'esprit du président du Parlement Joachim Hambro, le Storting prit une mesure d'urgence qui donnait tous les pouvoirs au roi et au gouvernement, jusqu'à ce que le Parlement puisse à nouveau se réunir. Ceci donna au roi et au gouvernement l'autorité constitutionnelle pour rejeter l'ultimatum de Curt Bräuer. Le roi Haakon et le gouvernement réussirent à échapper aux Allemands et à gagner Londres sur le croiseur lourd HMS Devonshire le 6 juin 1940.
La légitimité constitutionnelle du gouvernement norvégien en exil réduisit la portée des tentatives de Quisling pour s'attribuer le gouvernement de la Norvège.
Certains membres de la Cour Suprême prirent l'initiative d'établir un Conseil administratif (Administrasjonsrådet) pour le contrecarrer, mais cette initiative n'eut pas l'accord du gouvernement en exil. Les occupants finirent par le démanteler.

### La défense initiale
Après une longue période de désarmement à la suite de la Première Guerre mondiale, l'armée norvégienne était sous-équipée et sous-entraînée à la fin des années 1930, bien que certains hommes politiques aient appelé à la renforcer. De ce fait, les forces qui défendaient le sud de la Norvège étaient mal préparées, et les envahisseurs rencontrèrent peu de résistance au début de l'attaque allemande.
Une exception de taille fut le naufrage du croiseur lourd Blücher, coulé dans le fjord d'Oslo par les tirs des canons de défense norvégiens basés à terre, qui retarda suffisamment la prise d'Oslo pour permettre au gouvernement de fuir la capitale.
Il y eut une défense significative dans quelques endroits, comme Midtskogen. Ces batailles ralentirent l'avance allemande de plusieurs jours.

### Les contre-attaques
Plusieurs unités militaires norvégiennes qui avaient été mobilisées par précaution dans le nord de la Norvège lancèrent quelques contre-attaques avec un succès mitigé.
Les forces alliées remportèrent certains succès, mais furent retirées pour défendre la France.
Depuis Londres, le gouvernement mit à contribution les forces norvégiennes et ordonna à la marine marchande norvégienne
d'aider les Alliés. Il donna aussi des raisons aux Allemands de craindre une attaque alliée sur la Norvège, ce qui les obligea à maintenir plusieurs centaines de milliers d'hommes dans le pays.

### La résistance armée
Un certain nombre d'opérations militaires furent menées contre l'occupant nazi. Ainsi, l'organisation Milorg commença par être une petite unité de sabotage, pour devenir à la fin de la guerre une véritable force militaire organisée.
La compagnie Linge était un groupe d'opérations spéciales, capables d'opérations sur les côtes.
Il y eut des raids sur Les îles Lofoten, sur Måløy, et d'autres zones côtières.
Les résistants norvégiens contribuèrent à la destruction de navires de guerre importants, dont les fameux cuirassés Bismarck et Tirpitz.
La résistance norvégienne fit aussi passer des gens de la Norvège vers la Suède et l'Écosse (et vice-versa).
Des saboteurs (notamment Max Manus et Gunnar Sønsteby) détruisirent des bateaux et du matériel.
Leur réussite la plus célèbre est certainement la destruction de l'usine d'eau lourde de Vemork (Bataille de l'eau lourde).
Les Allemands essayèrent de limiter les activités de résistance et exécutèrent des innocents (hommes, femmes et enfants). Le pire acte de représailles fut celui du village de Tælavåg au printemps 1942 : ce crime de guerre est assez similaire à celui de Lidice, en république tchèque, ou à celui d'Oradour-sur-Glane, en France.
Dans le milieu des années 1980, on apprit que la Suède avait aidé la résistance norvégienne, dans les camps le long de la
frontière norvégienne. Pour éviter les soupçons, ces camps étaient camouflés en camps d'entraînement pour la police.
En 1944, environ 7 000 à 8 000 hommes avaient été secrètement entrainés en Suède.
La collecte d'informations était très demandée par les forces alliées, et plusieurs organisations furent mises en place dans ce but. La plus importante et la plus efficace était l'organisation XU. Fondée par Arvid Storsveen (en), elle regroupait des étudiants de l'université d'Oslo. Deux de ses quatre chefs étaient des jeunes femmes, dont Anne-Sofie Østvedt.
L'actrice suédo-norvégienne Sonja Wigert rendit également des services aux Alliés : elle parvint à s'approcher du Commissaire du Reich en Norvège, Josef Terboven, et à lui soutirer des renseignements qu'elle put transmettre.

### La désobéissance civile
Elle se manifesta par :
- La distribution de journaux interdits. Il s'agissait de contrer la propagande nazie, et d'alimenter le sentiment anti-allemand.
- L'hostilité envers les Allemands. En particulier, il s'agissait de ne pas adresser la parole aux Allemands, quand ce n'était pas indispensable. Beaucoup de Norvégiens prétendaient ne pas parler allemand.

Une autre forme d'hostilité était de ne pas s'asseoir à côté d'un Allemand dans les transports publics. Ceci fut si ennuyeux que les autorités allemandes d'occupation décrétèrent qu'il était illégal de se tenir debout dans un bus si des sièges étaient libres.
En 1942, les deux sœurs Aasta et Helga Stene lancent un mouvement de parents pour lutter contre la création du Service national pour les jeunes de huit à dix-sept ans. Grâce à leur action non-violente (envoi de 200 000 lettres au gouvernement allemand d'occupation), le service n'est finalement pas mis en action.
À la fin de la guerre, le mouvement de résistance devint plus net, avec des organisations militaires rudimentaires localisées dans les forêts près des grandes villes. Un certain nombre de collaborateurs des nazis furent abattus, et ceux qui collaboraient avec les Allemands ou avec le gouvernement fantoche de Quisling furent mis à l'écart, à la fois pendant et après la guerre.
Le Musée de la Résistance Norvégienne, située dans le château d'Akershus, à Oslo, retrace cette histoire